# Ксёйе
Ксёйе́ (фр. Xeuilley) — коммуна во французском департаменте Мёрт и Мозель, региона Лотарингия. Относится к  кантону Везлиз.

## География

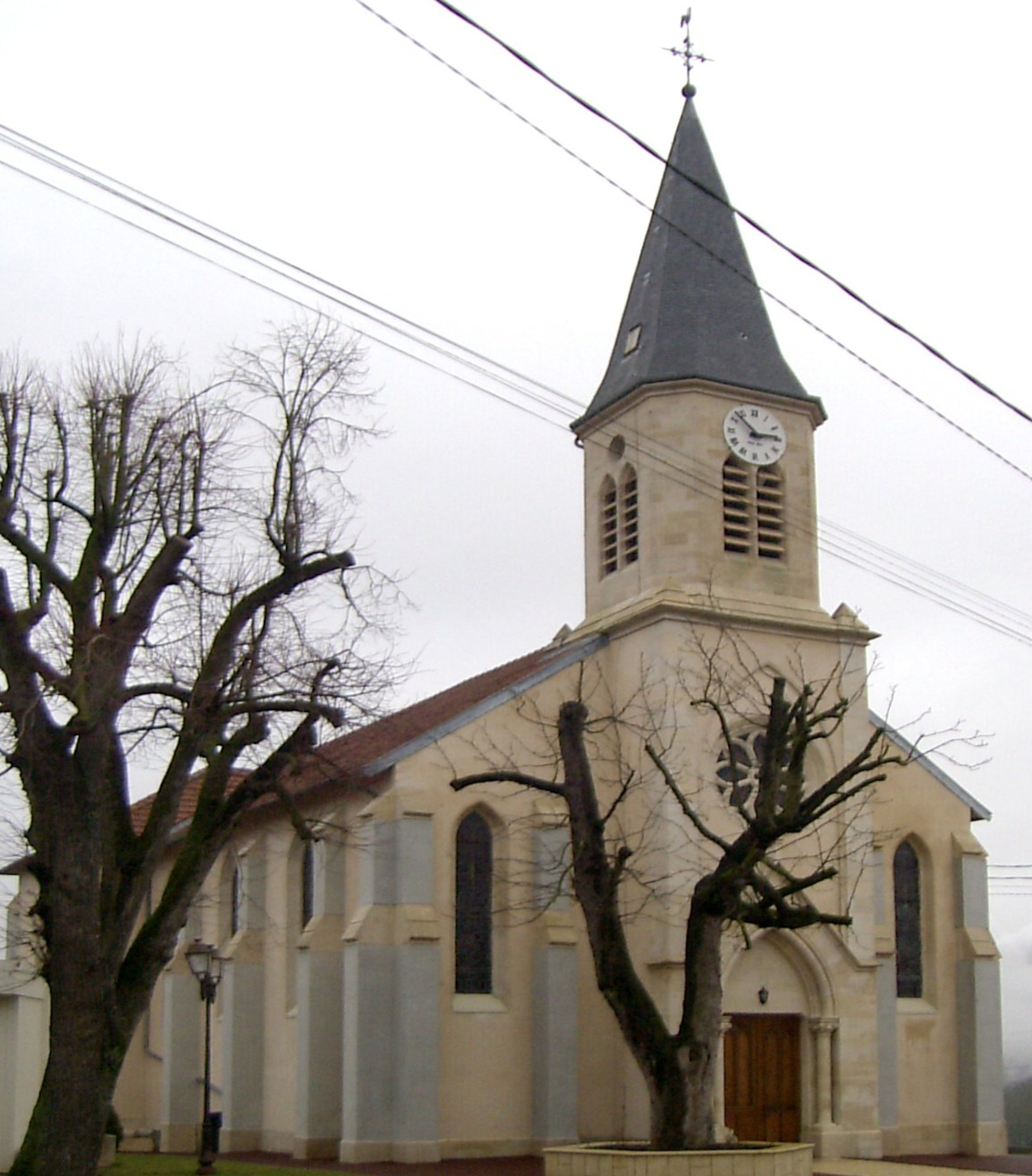
Церковь Сен-Реми в Ксейе.

Ксейе расположен в 16 км к юго-западу от Нанси. Соседние коммуны: Бэнвиль-сюр-Мадон на севере, Фролуа на востоке, Доммари-Эльмон на юге, Пьервиль на юго-востоке.

## Демография
Население коммуны на 2010 год составляло 771 человек.
| 1962 | 1968 | 1975 | 1982 | 1990 | 1999 | 2010 |
| ---- | ---- | ---- | ---- | ---- | ---- | ---- |
| 728  | 736  | 647  | 693  | 779  | 756  | 771  |